# Chrysso antonio
Chrysso antonio är en spindelart som beskrevs av Levi 1962. Chrysso antonio ingår i släktet Chrysso och familjen klotspindlar. Inga underarter finns listade i Catalogue of Life.